# Chatou
Chatou este un oraș în Franța, din departamentul Yvelines, în regiunea Île-de-France.